# Gerevich Tibor
Gerevich Tibor (Máramarossziget, 1882. június 14. – Budapest, 1954. június 11.) művészettörténész, egyetemi tanár, művelődéspolitikus, kormánybiztos; az MTA tagja, a Római Magyar Intézet igazgatója, a Műemlékek Országos Bizottságának (MOB) elnöke; Gerevich Aladár vívó és Gerevich László művészettörténész nagybátyja.

## Élete
Apja, Gerevich Emil, főreáliskolai igazgató, anyja Ilniczky Ilona (Veléte, 1854. február 26. – Budapest, 1948. március 27.). Az Eötvös Collegium ösztöndíjasaként a Budapesti Tudományegyetemen, majd a berlini Humboldt Egyetemen tanult. 1904-ben a Budapesti Tudományegyetemen szerzett bölcsészdoktori diplomát. 1904 és 1906 között külföldön, főként Bolognában tanult művészettörténetet. 
1908-tól az Országos Széchényi Könyvtár gyakornoka, 1911-ben a Magyar Nemzeti Múzeum Régiségtárának múzeumi őre (igazgatója), illetve a Budapesti Egyetemen az olasz műtörténet magántanára lett. 1924-től haláláig a Budapesti Egyetem újonnan létesült Keresztényrégészeti és Művészettörténeti tanszékének professzora. 
1925-től a Római Magyar Intézet igazgatója, majd kurátora, a velencei biennálé magyar kormánybiztosa. 1932-től a Műemlékek Országos Bizottságának (MOB) elnöke, az esztergomi Keresztény Múzeum igazgatója. Jelentős szerepet játszott az esztergomi királyi palota feltárásában. A Magyar Tudományos Akadémia 1922-ben levelező, 1934-ben rendes tagjává választotta. Tagja volt a lengyel–magyar kapcsolatok ápolását célul tűző Magyar Mickiewicz Társaságnak.
1935-ben Corvin-koszorúval tüntették ki.

## A Római Magyar Intézet és a római iskola
Jó diplomáciai érzékű szakember volt, kitűnő nemzetközi kapcsolatokkal, ezért a két világháború között vezető szerepet kapott a hivatalos művészetpolitika irányításában. 1925-ben a Római Magyar Intézet (ma: Római Magyar Akadémia) igazgatója, később kurátora lett. E tisztségeiben segítette a később nevével fémjelzett római iskola kibontakozását – ennek képviselői, többek között Aba-Novák Vilmos, Patkó Károly és Molnár C. Pál a Római Magyar Intézet ösztöndíjasai voltak. Gerevich szerint a Rómába küldött ösztöndíjasokra egyszerre hatott a régi Róma emelkedett légköre, a modern Róma frissessége és a modern olasz művészet lendületes újjászületése. A Római Magyar Intézet a magyar–olasz kulturális és politikai együttműködés egyik jelképévé vált. A római iskola tagjai Budapesten évekig Gerevich törzshelyén, a Centrál kávéházban, annak Cukor utcai oldalán tartották összejöveteleiket.

## Főbb művei
- Az arányosság elméletének és gyakorlati alkalmazásának története a művészetben (Athenaeum, 1904)
- Donatello és az újabb művészettörténeti kutatás (Athenaeum, 1908)
- Francesco Francia nell' evoluzione della pittura bolognese (Rassegna d’Arte, 1908)
- Tracce di Michalelangelo nella scuola di Francesco Francia (Bologna, 1908)
- Le relazioni tra la miniatura e la pittura bolognese nel trecento (Rassegna d’Arte, 1909)
- A miniatúrafestészet, tekintettel a Corvin-kódexekre (Budapest, 1911)
- A barokk festészet művészeti fejlődése (Budapest, 1912)
- A krakkói Czatoryski-képtár olasz képei (Budapest, 1918)
- Egyházművészetünk jövője (Magyar Iparművészet, 1920)
- Kolozsvári Tamás (Budapest, 1923)
- Ipolyi Arnold (1823-1886) (Budapest, 1923)
- A régi magyar művészet európai helyzete (Pécs, 1924)
- Alte ungariche Malerei (Berlin, 1924)
- Antonio Abondio császári és királyi udvari szobrász, festő és éremkészítő (Gr. Klebelsberg Kuno Emlekkönyv, Budapest)
- Ipolyi Arnold emlékezete (Budapest, 1925)
- A modern egyházművészet (Magyar Katolikus Almanach, 1927)
- Perugnio (Az Országos Magyar Régészeti Társulat Évkönyve. 1927)
- Esztergomi műkincsek (Budapest, 1928)
- L’anti antica ungherese (Róma, 1930)
- Művészettörténet (A magyar történetírás új útjai. Szerk. Hóman Bálint. Bp. 1931; újra kiadva: A magyar történet-írás programjai. Szerk. Marosi Ernő. Budapest, 1999)
- Pasteiner Gyula emlékezete (Budapest, 1933)
- Magyarországi művészet Szent István korában (Szt. István emlékkönyv, III, Budapest, 1938)
- Magyarország román kori emlékei (Budapest, 1938)
- A magyar művészet szelleme (Mi a magyar? Szerk. Szekfű Gyula. Budapest, 1932; Repr. 1992)